# История Флоренции (книга)
«История Флоренции» (итал. Istorie fiorentine) — исторический труд Никколо Макиавелли, опубликованный посмертно в 1532 году. Он является не только чисто историческим произведением, но теоретическим обобщением его идей.
После кризиса в отношениях Макиавелли с семейством Медичи, когда писатель был обвинён в участии в заговоре Боски, арестован, подвергнут пыткам, и амнистирован в связи с избранием Джованни Медичи папой Римским, Макиавелли проживал в ссылке в своём имении Альбергаччо в Сант-Андреа-ин-Перкуссина, недалеко от Сан-Кашиано-ин-Валь-ди-Пеза. Выключенный на 14 лет из политической жизни, он сосредоточился на писательской деятельности — в том же 1513 году появился «Государь» и начаты Рассуждения на первую декаду Тита Ливия. В 1518 году он закончил комедию Мандрагора, которую поставил в 1524 году.
8 ноября 1520 года Макиавелли получил заказ Флорентийского университета, возглавляемого кардиналом Джулио Медичи, на написание истории города. Законченная «История» была официально представлена заказчику, ставшему к тому времени папой Климентом VII, в мае 1526 года.
В своём произведении, анализируя деятельность Каструччо Кастракани, Козимо Медичи Старшего, Пьеро Медичи и Лоренцо Великолепного, Макиавелли показывает характерные качества государей-сеньоров и продолжает поиски идеального правителя. Не ставя целью дать последовательное изложение событий, автор сосредоточивает своё внимание на поворотных моментах истории города, причинах и ходе таких мятежей, как заговор Пацци.
Первая книга «Истории» охватывает период от Древнего Рима до XV века. Последующие три книги посвящены событиям до установления власти Медичи в 1434 году. Вторая часть труда, состоящая из четырёх книг, доведена до смерти Лоренцо Медичи в 1492 году.

## Издания на русском языке
- Никколо Макьявелли. История Флоренции / Пер. Н. Я. Рыковой. Общ. ред., послесл. и комм. В. И. Рутенбурга. — 2-е изд. — М.: Наука, 1987. — 446 с. — (Памятники исторической мысли).